# گشتالت
هیئت‌نگر یا گشتالت (به آلمانی: Gestalt) نام مکتبی است در روان‌شناسی و نیز نام گروهی کوچک از روانشناسان آلمانی پیرو این مکتب در اوایل سدهٔ بیستم میلادی، که نظریات ماکس ورتهایمر را مبنای کار خود در زمینه بررسی یادگیری قرار دادند.
بنیانگذاران این نهضت، ماکس ورتایمر (۱۹۴۳–۱۸۸۰) و دو همکار دیگرش به نام‌های وولفگانگ کُهلر (۱۹۶۷–۱۸۸۷) و کورت کافکا (۱۹۴۱–۱۸۸۶) بودند و احتمالاً این نهضت پس از انتشار مقاله ماکس ورتایمر دربارهٔ حرکت آشکار در ۱۹۱۳ شکل گرفت.

## نظریه گشتالت
نام این مکتب از واژهٔ هیئت یا گشتالت (به آلمانی: Gestalt) در آلمانی به معنای شکل و هیئت است. روانشناسان گشتالت معتقد بودند که گرچه تجربه‌های روانشناختی از عناصر حسی ناشی می‌شوند، اما باخود این عناصر تفاوت دارند. روانشناسان گشتالت معتقد بودند که یک ارگانیزم، چیزی به تجربه می‌افزاید که در داده‌های حسی وجود ندارد و آن‌ها آن چیز را تشکیلات (Organization) نامیدند و همان‌طور که بیان شد گشتالت در آلمانی به معنی سازمان است. طبق نظریه گشتالت، ما دنیا را در کل‌های معنی‌دار تجربه می‌کنیم و محرک‌های جداگانه را نمی‌بینیم و کلاً هرآنچه می‌بینیم محرک‌های ترکیب یافته در سازمان‌ها (گشتالت‌ها) یی است که برای ما معنی دارند.
طبق این نظریه، کلِ هر چیزی، فراتر از مجموع اجزای آن است. برای مثال ما با گوش فرادادن به نت‌های مجزای یک ارکستر سمفونی، قادر به درک تجربه گوش دادن به خود آن نیستیم و در حقیقت موسیقی حاصل از ارکستر چیزی فراتر از مجموع نت‌های مختلفی است که توسط نوازندگان مختلف اجرا می‌شود. آهنگ، دارای یک کیفیت منحصر به فرد ترکیبی است که با مجموع قسمت‌های آن متفاوت است.
گشتالت به معناهای کل، شکل و فرم ترجمه می‌شود و بر اساس این تئوری کل بزرگتر از مجموع اعضاست، این جمله به این معنا است که با وجود اینکه هر قسمت خاص دارای معنای ویژه خود می‌باشد، ساختار کل می‌تواند به آن معنای کامل ببخشد. این توضیح به این معناست که ذهن ما به‌طور خود به خودی سعی دارد تا داده‌های بصری را ساده کرده و به عنوان نتیجه معنای کل، جایگزین بخش‌های مجزا دیده شده کند. در حالی که بخش‌های مجزا می‌توانند دربرگیرنده معانی کاملاً متفاوتی باشند، کل قادر است با یک معنای کاملاً جدیدی از معانی اجزا فاصله گیرد.

## افراد منتقد این نظریه
«موریس مرلو پونتی» نخستین پایان‌نامه دکتری خود را که گزارشی انتقادی از نظریه روان شناختی با تأکید خاص بر نظریه گشتالت بود، ارائه داد.

## چگونگی شکل‌گیری نظریه گشتالت
مکس ورتایمر، هنگام تعطیلات، زمانی که در سفری با قطار به ناحیهٔ رایلند، در حرکت بود، به یک اندیشه تازه دست یافت. او دریافت که اگر دو نور متفاوت با نرخ معینی خاموش و روشن شوند، در بیننده این تصور را ایجاد می‌نمایند که این تنها یک نور است که به عقب و جلو می‌رود (درست همانند آنچه که در کارتون‌های انیمیشن اتفاق می‌افتد و ما بادیدن پشت سرهم چند نقاشی تصور می‌کنیم که یک موجودیت واحد در حال تحرک را می‌بینیم). وی پس از این تجربه، قطار را ترک نمود و یک چرخش‌نما (Stroboscope) خریداری کرد و در اتاقی که برای اقامت کرایه کرده بود به وسیله آن تعداد زیادی آزمایش انجام داد. او دریافت که در صورتی که چشم، محرک را به طریق معینی ببیند در شخص تصور حرکت ایجاد می‌شود و این را پدیده فای نامید. این کشف تأثیری عمیق بر تاریخ روان‌شناسی به جای نهاد. اهمیت پدیده فای در این است که این پدیده با عناصری که آن را به وجود می‌آورند، فرق دارد. احساس حرکت، توسط بررسی هر یک از دو نوری که خاموش یا روشن می‌شوند، قابل تبیین نخواهد بود. تجربه حرکت، به نحوی از ترکیب عناصر به دست می‌آید.

## گشتالت و رایانه
نظریه گشتالت در علم تعامل انسان و رایانه کاربرد داشته و در روان‌شناسی طراحی رابط کاربر گرافیکی تأثیر گذار است. بر اساس الگوی گشتالت کاربر در زمان مواجه با یک وب سایت یا یک نرم‌افزار گوشی‌های هوشمند، ابتدا ماهیت آن را در قالب ترکیبی از عناصر موجود در رابط کاربری می‌سنجند و چندان توجهی به جزئیات ایجاد شده در آن ندارد. چه بسا ترکیب جزئیات متعدد و پیچیده باعث ایجاد یک درک کلی کاملاً متفاوت و متناقض با مفهوم اصلی نرم‌افزار مربوط شود. همچنین جزئیات زیاد ممکن است باعث ایجاد اختلال در تجربه کاربری شده و کاربر را شدیداً گیج نماید.

### روان‌شناسی گشتالت
اصولی یا قوانینی که می‌توان از مکتب گشتالت استخراج نمود به صورت زیر می‌باشند:
- مجاورت (Proximity)
- تشابه (Similarity)
- تداوم یا پیوستگی (Continuity)
- بستار (Closure)
- تصویر - زمینه (Figure-Ground)
- تقارن (Symmetry)
- سرنوشت مشترک (Common Fate)
- فرا پوشانندگی (Inclusiveness)
- قانون موازات (Parallelism)
- منطقه مشترک (Common Region)
- عنصر متصل (Element Connectedness)

### ۱- مجاورت (Proximity)
مجاورت اشاره به اشیایی دارد که در کنار یکدیگر قرار دارند و به عنوان یک گروه در نظر گرفته می‌شوند. مجاورت زمانی رخ می‌دهد که اشیا به یکدیگر نسبت به اشیا دیگر نزدیکتر هستند. قدرتمندترین رابطه مجاورت زمان است که اشیا همپوشی دارند، در این حالت شکی باقی نمی‌ماند که آنها به یکدیگر بستگی یا تعلق دارند. یکی از شیوه‌هایی دیگر ایجاد مجاورت استفاده از خطوط و شکل‌ها می‌باشد که اشیا داخلی را محصور کنند. حتی می‌توان از خطوط و شکل‌ها به گونه ای استفاده کرد که از میان اشیا رد شوند و بدین شیوه آنها را به یکدیگر مرتبط و مجاور نمایش دهند. این قانون روان‌شناسی گشتالت گویای این امر است که با وجود اینکه ممکن است اشکال و عناصر به هم نامربوط باشند اگر در نزدیکی یکدیگر باشند ما همگی آن‌ها را به عنوان یک گروه واحد درک می‌کنیم.
چهار نوع عمده در گروه‌بندی بر اساس اصل مجاورت عبارت‌اند از:

#### ۱–۱ لبه‌های نزدیک (Close Edge)
بر این اساس هر چه اجزای یک ساختار بصری بیشتر به‌هم نزدیک باشند، بیشتر به‌عنوان یک گروه واحد دیده خواهند شد و این زمانی اتفاق می‌افتد که لبه‌های کناری اجزای یک ساختار در کنار هم قرار بگیرند.

#### ۱–۲ تماس (Touch)
ممکن است اجزای یک ساختار چنان به‌هم نزدیک شوند که با هم برخورد و همدیگر را لمس کنند، مشروط بر اینکه هنوز آن دو یا چند جزء بصری از همدیگر قابل تشخیص باشند. در این صورت گروه‌بندی مجاورت بر اساس تماس صورت می‌پذیرد.

#### ۱–۳ هم پوشانی (Overlap)
قوی‌ترین نوع مجاورت زمانی رخ می‌دهد که عناصر یک ساختار بصری بدون آن که هویت مستقل خود را از دست بدهند، هم دیگر را بپوشانند.

#### ۱–۴ تلفیق (Combining)
یکی دیگر از روش‌های به‌کارگیری اصل مجاورت، استفاده از یک عنصر خارجی برای گروه‌بندی عناصر متفاوت یک ساختار در کنار هم است. از معمول‌ترین روش‌های تلفیق کردن عناصر و المان‌های بصری، خط کشیدن زیر آنها، محصور کردن آن‌ها در یک شکل و سایه-روشن کردن است. در این‌جا به‌صورت تلفیقی از همه روش‌های بالا استفاده می‌شود.

### ۲ تشابه (Similarity)
اشتراک در مشخصات بصری به صورت خود به خودی روابط می‌سازد. هر قدر اشیا شبیه تر به نظر بیایند، بیشتر امکان آن وجود دارد که به عنوان یک گروه دیده شوند. قابل ذکر است تشابه بر اساس شکل اشیا است نه بر اساس چیستی آنها.
تشابه را می‌توان از طرق مختلف به دست آورد. به عنوان مثال، اندازه، رنگ و شکل. اشیا با ابعاد و اندازه یکسان با یکدیگر تشابه دارند. شکل و رنگ هم تأثیر مشابه دارند.

### ۳- تداوم یا پیوستگی (Continuity)
قواعد تداوم را بیان می‌کنند زمانی که چشم شروع به دنبال کردن چیزی می‌کند، این دنبال کردن در مسیر تا رسیدن به شی دیگری ادامه پیدا می‌کند. راه دیگری که چشم را به دنبال کردن وامی‌دارد جهت چشم در تصویر یا تصویر سازی می‌باشد. به عنوان یک قاعدهٔ مشترک طراحی در نظر گرفته می‌شود که اگر از عکس فردی استفاده می‌شود باید دقت داشت که جهت چشمان فرد به سمت ادامهٔ طرح باشد.
یکی از مهم‌ترین مسائل در تداوم توجه به فرهنگ نوشتاری جامعه هدف می‌باشد. به عنوان مثال در جوامع غربی، با توجه به آن که جهت نوشتار از چپ به راست می‌باشد، به صورت خودکار، چشم بیننده از سمت چپ شروع به خواندن (نگاه کردن) به سمت راست می‌کند. اما در جوامعی که نوشتار از سمت راست به چپ می‌باشد، بیننده از سمت راست به چپ تصویر را نگاه می‌کنند.
طبق اصل تداوم، محرک‌هایی که دارای طرح‌های وابسته به یکدیگرند به صورت واحد ادراکی دریافت می‌شوند.

### ۴- بستار (Closure)
بستار با تداوم از آن جهت که چشم را وادار به کامل کردن مسیر می‌کند مرتبط می‌باشد. تا زمانی که اطلاعات ضروری کافی وجود داشته باشد، ذهن قطعه گمشده از شی را تدارک می‌بیند. بستار با اشکالی که قابل تشخیص هستند به بهترین حالت عمل می‌کند. اما اشکال پیچیده برای تکمیل در ذهن دشوارتر می‌باشند. طراح باید میان بخش‌های حذف شده و موجود یک تعادل برقرار کند. اگر بخش‌های حذف شده بیش از حد زیاد باشند، ذهن قادر نخواهد بود تا شکل را بسط دهد.
بر اساس این اصل، چنانچه بخشی از تصویر یک شکل پوشانده شده یا جا افتاده باشد، ذهن به‌طور خودکار آن را تکمیل می‌کند و به صورت یک شکل کامل می‌بیند. به بیانی دیگر، چشم ما اشکال ناقص و ناتمام را به صورت کامل و یکپارچه می‌بیند. این اصل فقط به حس بینایی محدود نیست، فرض بر این است که همین اصل در تمام حواس عمل می‌کند.

### ۵- تصویر - زمینه (Figure-Ground)
قانون  تصویر - زمینه بر اساس رابطه میان شی و فضای مجاور آن بنا شده است. تصویر - زمینه را گاهی فضای مثبت و منفی نیز می‌نامند، مثبت به شی گفته شده و منفی به فضای دربرگیرنده شی گفته می‌شود.
این اصل به تصویر عمق می‌دهد، و به عنوان قاعده بنیادی ای در اکثر طراحی‌ها در نظر گرفته می‌شود. تصویر به بیش از شکل اشاره دارد و حتی نوشته به عنوان تصویر در نظر گرفته می‌شود. تصویر - زمینه زمانی می‌تواند به صورت خلاقانه مورد استفاده قرار بگیرد که تصویر و زمینه همزمان هر دو اشکال قابل تمیز باشند.
اصل بنیادین ادراک بصری است که ما را در خواندن یک ساختار تصویر پردازی شده یاری می‌رساند. خوانش یک تصویر با توجه به تضاد میان شکل و زمینه است که ممکن می‌شود.
در یک تصویر پردازی، آنچه قابل تشخیص است و بیشتر به آن پرداخته می‌شود شکل، و مابقی زمینه نام دارد. به عبارتی دیگر آنچه توجه ما را بیشتر جلب می‌کند شکل و غیر از آن، زمینه است.
دو نکته حائز اهمیت است:
- اول آنکه همواره زمینه، همان پس زمینه نیست و در مواردی میان این دو تفاوت‌هایی وجود دارد.
- دوم آنکه در مواردی تشخیص میان شکل و زمینه چندان هم آسان به نظر نمی‌رسد. اشکال دو هویتی از این گونه اند. اشکال دو هویتی، اشکالی هستند که در آنها شکل و زمینه به‌طور مداوم جای خود را عوض می‌کنند زیرا دارای خصوصیات و امکانات مشابه هم‌اند.

در این گونه از اشکال، شکل و زمینه همدیگر را تعریف می‌کنند. به‌عبارتی شما با کشیدن یک شکل، زمینه را نیز می‌کشید، از این رو این دو غیرقابل تفکیک از هم اند. این پدیده در نماد آیینی و بسیار کهن «یین و یانگ» ریشه دارد.
اما معروف‌ترین شکل دو هویتی گلدان روبین یا نیمرخ پیترو پاول روبین است. «در گلدان روبین، مثبت و منفی بودن قسمت‌های شکل با یکدیگر تعویض می‌شوند و بستگی به آن دارد که به گلدان توجه کنیم یا به دو نیمرخ که روبه‌روی یکدیگرند. تعیین آنکه کدام را اول می‌بینیم بسیار دشوار است. در حقیقت می‌توان گفت که هر دو را با هم می‌بینیم». از این رو، شکل و زمینه رابطه تنگاتنگی با هم دارند.
به‌طور کلی روابط میان شکل و زمینه با استفاده از خطای باصره، می‌تواند در راستای ایجاد وحدت، تأکید و جلب توجه مخاطب، قابلیت‌های زیادی از خود به نمایش بگذارد.
این اصل بر این مبنا است که مغز ما چگونه پیش زمینه و پس زمینه را شناسایی می‌کند. پیکر، تصویر یا فضای مثبت آن بخشی از تصویر محسوب می‌شود که بیشترین توجه را دریافت می‌کند.
با بهره جستن از این قانون ما می‌توانیم از ایجاد ابهام در طرح حاوی اطلاعات بصری خود به کمک استفاده از تضاد کافی بین پیکر و زمینه اجتناب کنیم.

### ۶- تقارن (Symmetry)
ذهن انسان شی را متقارن فرض می‌کند و انتظار دارد از نقطه ای به مرکزیت تصویر این تقارن وجود داشته باشد. زمانی که دو عنصر متقارن به یکدیگر ارتباط ندارند، ذهن آن‌ها را به یکدیگر مرتبط می‌سازد تا طرحی منسجم ایجاد کند. به عنوان مثال در شکل زیر ما تمایل به درک سه براکت متقارن داریم و نه ۶ براکت جداگانه.

### ۷- سرنوشت مشترک (Common Fate)
این اصل به جنبش عناصر موجود در یک گشتالت مربوط است. از این رو در یک ساختار بصری، عناصری که با هم و در یک راستا به جنبش در می‌آیند، به‌عنوان یک گروه واحد یا یک مجموعه دیده می‌شوند. در هنرهایی که از تصاویر یا علایم متحرک بهره می‌گیرند، این اصل کاربرد ویژه ای می‌یابد.

### ۸- فرا پوشانندگی (Inclusiveness)
برطبق این اصل، در یک ساختار بصری گشتالت‌های کوچک‌تر تحت الشعاع گشتالت‌های بزرگ‌تر قرار می‌گیرند. به عبارتی گشتالت‌های بزرگ‌تر ممکن است از چندین گشتالت کوچک تشکیل شده باشند که زیر مجموعه‌هایی برای گشتالت‌های بزرگ‌تر محسوب شوند. این گشتالت‌های بزرگ‌تر از بار قوی تری نسبت به گشتالت‌های کوچک‌تر برخوردارند.

### ۹- موازات (Parallelism)
عناصری که زاویه بسیار نزدیکی و مشابهی با هم دارند، به عنوان یک مجموعه شناخته می‌شوند. در زمان طراحی، بسیاری از مواقع طراح مجبور می‌شود بنا به اقتضای طرح خود، متن‌ها و تصاویر را با زاویه خاصی در طرح بیاورد؛ این موضوع باعث می‌شود ذهن انسان، عناصری که زاویه مشابهی دارند را با یکدیگر مرتبط بشناسد.

### ۱۰- منطقه مشترک (Common Region)
زمانی که چند عنصر را در یک ناحیه مشاهده می‌کنیم، ذهن انسان آنها را در یک گروه با یکدیگر مرتبط در نظر می‌گیرد.

### ۱۱- عنصر متصل (Element Connectedness)
ذهن انسان عناصری را که به یکدیگر متصل شده باشند را یکی در نظر می‌گیرد. برای مثال اینفوگرافیک‌ها و فلوچارت‌ها که توسط خط‌ها و پیکان‌ها به یکدیگر متصل شده‌اند را به یاد بیاورید.